# Suomen huippumalli haussa
Suomen huippumalli haussa (tiếng Anh: Search for Finland's top model, tiếng Việt: Tìm kiếm người mẫu hàng đầu của Phần Lan) là một chương trình truyền hình ở Phần Lan dựa trên America's Next Top Model. chương trình được công chiếu vào ngày 6 tháng 4 năm 2008 trên kênh Phần Lan Nelonen. Chương trình được sản xuất bởi FremantleMedia.

## Tóm tắt chương trình
Như trên phiên bản Mỹ của chương trình, mỗi tập ít nhất một phần thưởng và ít nhất một lần chụp ảnh, với một thí sinh bị loại khi kết thúc. Quá trình loại bỏ theo định dạng giống như trên phiên bản Mỹ. Điều này bao gồm thứ tự gọi tên được dựa trên thành tích của mỗi thí sinh, và hai thí sinh tồi tệ nhất có nguy cơ bị loại. Trong một số trường hợp, hai lần loại bỏ và không loại bỏ đã diễn ra theo sự đồng thuận của ban giám khảo. Ngoài ra, như trong phiên bản Mỹ, thí sinh tiếp tục nhận được "Anne mail" ("Annepostia" hoặc "posti Annelta") lẻ tẻ với những gợi ý cho những thử thách sắp tới. Mỗi tập một vị khách mời ngồi trên phòng đánh giá.

## Khác nhau giữa ANTM
Ở phiên bản Mỹ thường có 13 hoặc 14 thí sinh nhưng ở Phần Lan chỉ bắt đầu với 11 hoặc 12 thí sinh.
Có rất ít phần thưởng trong thử thách, hoặc những thử thách với người chiến thắng nhưng không được thưởng. Trong những mùa đầu tiên, có nhiều buổi chụp ảnh hơn phiên bản Mỹ, thường là hai lần trong vài tập.
Các thí sinh chung kết không tham gia vào một chương trình trình diễn thời trang trong cuộc thi. Quyết định cuối cùng chỉ dựa trên hồ sơ ảnh của thí sinh và màn thể hiện tổng thể trong suốt cuộc thi.
Kể từ mùa 6, các thí sinh nam được phép tham gia vào cuộc thi.

## Các giám khảo
| Giám khảo         | Mùa       | Mùa       | Mùa       | Mùa       | Mùa       | Mùa       | Mùa       |
| Giám khảo         | 1 (2008)  | 2 (2009)  | 3 (2010)  | 4 (2011)  | 5 (2012)  | 6 (2017)  | 7 (2022)  |
| ----------------- | --------- | --------- | --------- | --------- | --------- | --------- | --------- |
| Anne Kukkohovi    | Host      | Host      | Host      | Host      | Host      |           |           |
| Sakari Majantie   | Giám khảo | Giám khảo | Giám khảo | Giám khảo | Giám khảo |           |           |
| Saimi Hoyer       | Giám khảo | Giám khảo | Giám khảo | Giám khảo |           |           | Khách mời |
| Teri Niiti        |           |           |           |           | Giám khảo | Khách mời |           |
| Maryam Razavi     |           |           |           |           |           | Host      |           |
| Marica Rosengård  |           |           |           |           |           | Giám khảo |           |
| Juri Silvennoinen |           |           |           |           |           | Giám khảo |           |
| Veronica Verho    |           |           |           |           |           |           | Host      |
| Saara Sihvonen    |           |           | Thí sinh  |           |           |           | Giám khảo |
| Jasmin Mishima    |           |           |           |           |           |           | Giám khảo |
| Juha Mustonen     |           |           |           |           |           |           | Giám khảo |
| Viivi Huuska      |           |           |           |           |           |           | Giám khảo |

## Các mùa
| Mùa | Phát sóng           | Quán quân            | Á quân                            | Các thí sinh theo thứ tự bị loại | Tổng số thí sinh | Điểm đến quốc tế       |
| --- | ------------------- | -------------------- | --------------------------------- | --- | ---------------- | ---------------------- |
| 1   | 6 tháng 4 năm 2008  | Ani Alitalo          | Darina Shved                      | Mariem Sene, Armi Häikiö, Manon Mariaud, Daniela Sorvo, Tatjana Piper, Marje Lanz, Ana Bekteshi & Mari Kohonen, Anu Jussila, Maria Rytkönen                                  | 12               | Stockholm Side Antalya |
| 2   | 13 tháng 4 năm 2009 | Nanna Grundfeldt     | Anna-Kaisa Tyrväinen Riina Roms   | Essi Hellstén, Inka Tuominen, Ida Piipari, Anastassia Grishina, Blanche Malaka, Laura Merkel, Janina Stjernvall & Suvi Jokipii                                               | 11               | Paris Gran Canaria     |
| 3   | 12 tháng 4 năm 2010 | Jenna Kuokkanen      | Saara Sihvonen Tiia Hakala        | Anette Häikiö, Stephanie Cook, Krista Naumanen, Nina Puotiniemi, Anna Nevala & Nelli Sorvo, Ira Kaitazis, Mari Torni                                                         | 11               | Milan Hurghada         |
| 4   | 12 tháng 9 năm 2011 | Anna-Sofia Ali-Sisto | Helen Preis                       | Hilda Nissinen, Roosa Puonti, Janni Puuppo & Sahra Mohamud, Veronica Kontio, Mari Viitanen, Nelli Junttila, Elsi Pulkkinen, Eevi Nieminen, Minna Puro                        | 12               | Luân Đôn Lisbon        |
| 5   | 3 tháng 9 năm 2012  | Meri Ikonen          | Matleena Helander Polina Hiekkala | Nelli-Kaneli Wasenius (dừng cuộc thi), Nevena Ek, Malla Hyytiäinen, Katja Soisalo, Vilma Karjalainen, Sanna Takalampi, Viivi Luopa, Annika Åkerfeldt                         | 11               | Reykjavík Machakos     |
| 6   | 15 tháng 3 năm 2017 | Jerry Koivisto       | Sofia Öster                       | Emilia Hölttä, Ville Mäkäräinen, Emilia Ylenius & Jesse Halt, Anniina Sankoh, Henrik Lyly, Robert Tollet & Roosa Marttila, Juuso Salpakari & Vilja Tuohisto-Kokko            | 12               | Tallinn Harju          |
| 7   | 12 tháng 9 năm 2022 | Jarrah Kollei        | Leevi Suomela Sirkka Konttila     | Ayse Ozkan, Hanna Marquez, Eeva Takamäki & Jere Syrjäniemi, Linda Kemppainen, Marié Kärkkäinen & Minttu Korvela, Venla Stirkkinen, Abas Ishetu, Eino Svartberg & Rosa Majava | 14               | Berlin                 |